# Trichopetalum quadratum
Trichopetalum quadratum är en mångfotingart som först beskrevs av Loomis 1966.  Trichopetalum quadratum ingår i släktet Trichopetalum och familjen Trichopetalidae. Inga underarter finns listade i Catalogue of Life.